# Saratowska Szkoła Teatralna
Saratowska Szkoła Teatralna (ros. Саратовское театральное училище) – radziecka publiczna szkoła średnia w Saratowie, jedna z ośmiu tego typu szkół w ZSRR.